# 셰이즈 오브 블루
《셰이즈 오브 블루》(영어: Shades of Blue)는 2016년부터 2018년까지 방영된 미국의 범죄 드라마이다.